# Preston Candover
Preston Candover – wieś w Anglii, w hrabstwie Hampshire, w dystrykcie Basingstoke and Deane. Leży 22 km na północny wschód od miasta Winchester i 80 km na południowy zachód od Londynu. Miejscowość liczy 357 mieszkańców.